# Supercoppa di Croazia 2004
La Supercoppa di Croazia 2004 è stata la 6ª edizione di tale competizione. Si è disputata il 17 luglio 2004 allo Stadio di Poljud di Spalato. La sfida ha visto contrapposti l'Hajduk Spalato, campione di Croazia, e la Dinamo Zagabria, trionfatore nella Coppa di Croazia 2003-2004. L'Hajduk, grazie ad un punteggio 1-0, si è aggiudicato per la quarta volta nella sua storia questo trofeo.

## Tabellino
| Arbitro: | Ivan Bebek (Fiume) |

|              |           |  |
| Blatnjak 49’ | Marcatori |  |